# Georg Adam van Starhemberg (1724-1807)

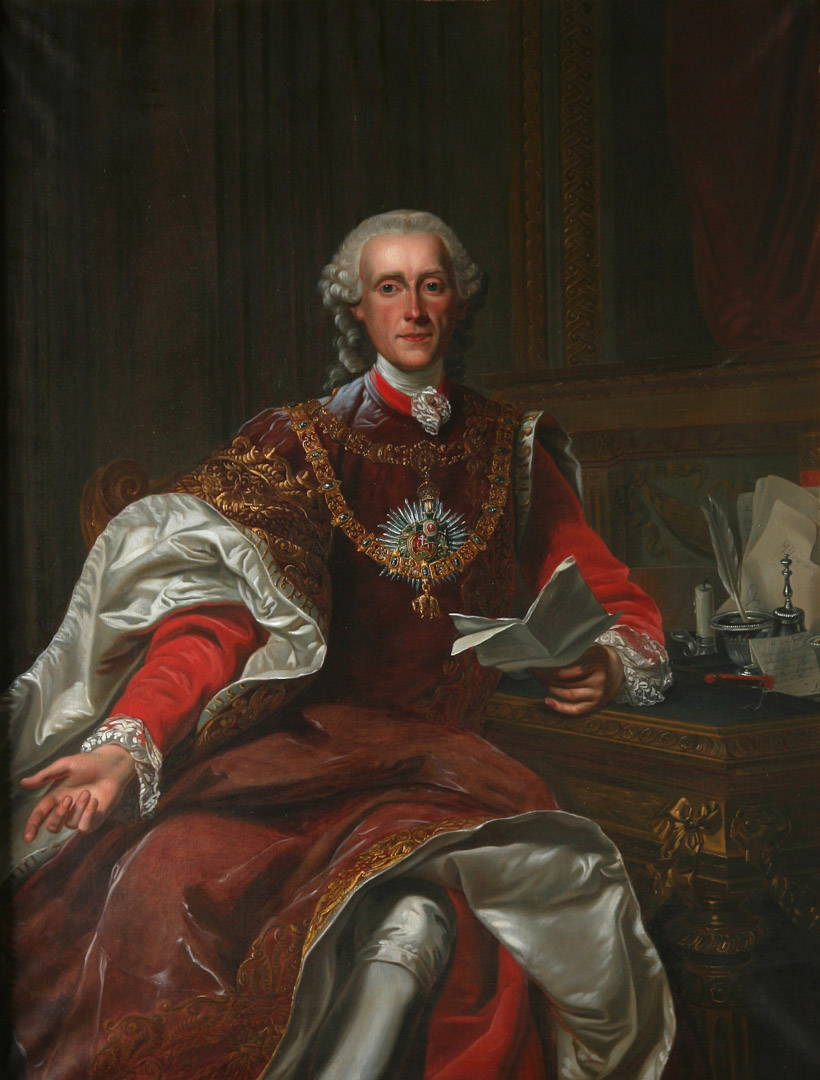
Portret door Alexander Roslin uit 1762

Johann Georg Adam von Starhemberg (Londen, 10 augustus 1724 – Wenen, 19 april 1807) was een Oostenrijks diplomaat, minister en vertrouweling van keizerin Maria Theresa. Hij onderhandelde mee de Renversement des alliances en was dertien jaar gevolmachtigd minister van de Oostenrijkse Nederlanden.

## Levensloop
Georg Adam werd in Londen geboren als vijfde zoon van graaf Konrad Sigmund von Starhemberg (1689–1727) en prinses Leopoldine von Löwenstein. Koning George I van Groot-Brittannië was zijn peter. Hij had twee bekende grootooms. Gundaker Thomas von Starhemberg (1663–1745) was een financieel expert aan het hof in Wenen die en overzag de opvoeding van Georg Adam. Graaf Ernst Rüdiger von Starhemberg (1638–1701) was militair gouverneur en een leidend figuur in het Beleg van Wenen en de daarop volgende Grote Turkse Oorlog (1683-1699).
In 1727, toen Georg Adam drie was, stierf zijn vader. Hij werd opgevoed door zijn moeder en grootoom Gundaker. Daarna vertrok hij op een grand tour: in gezelschap van een mentor reisde hij naar Europese hoofdsteden en hoven.
Op 18-jarige leeftijd, in 1742, begon Georg Adam aan een ambtelijke carrière. Hij werd Reichshofrat in 1748 en nadien Kammerherr van aartshertog Jozef, de oudste zoon van keizerin Maria Theresa.
De volgende jaren was hij gezant in Lissabon, Trieste, Madrid en Parijs. In die laatste stad ontmoette hij prins Wenzel Anton von Kaunitz, die getrouwd was met Maria Ernestine von Starhemberg (1717–1749), een kleindochter van zijn opvoeder Gundaker. Vanaf 1754 was hij twaalf jaar lang keizerlijk gezant in Parijs. Met Kaunitz maakte hij de weg vrij voor toenadering tussen de Habsburgers en de Franse koningen, na een lange geschiedenis van conflict. Hij trachtte invloed uit te oefenen op koning Lodewijk XV via zijn voornaamste maîtresse, madame de Pompadour. Ze hadden hun eerste bespreking op 30 augustus 1755. In 1756 lag hij mee aan de basis van het Verdrag van Versailles. Hij onderhandelde ook het huwelijk tussen aartshertogin Maria Antonia en de hertog van Berry, de toekomstige koning Lodewijk XVI. In 1770 vergezelde hij Marie Antoinette (zoals ze in Frankrijk genoemd zou worden) op haar eerste ontmoeting met haar aanstaande echtgenoot.
Datzelfde jaar werd hij naar Brussel gestuurd om gevolmachtigd minister te worden van de Oostenrijkse Nederlanden. Hij volgde de overleden Karl von Cobenzl op, maar het lijkt te hebben meegespeeld dat Jozef II, die in 1765 medemachthebber was geworden, teleurgesteld was in Starhemberg en hem uit de omgeving van zijn moeder wilde weghouden. De volgende dertien jaar bleef Starhemberg in Brussel, waar hij de ontwikkeling van de Nederlandse provincies bevorderde ondanks zijn door Jozef II ingeperkte bevoegdheden. Misschien minder briljant dan zijn voorganger, boekte hij toch resultaten dankzij betere relaties met Karel van Lorreinen en Patrice-François de Neny, de voorzitter van de Geheime Raad. Hij had bijzondere aandacht voor de haven van Oostende en probeerde tijdens de Amerikaanse Onafhankelijkheidsoorlog handelscontacten te leggen met de jonge natie. Nog in de Nederlanden stichtte Georg Adam in 1772 de eerste academie. Hij vormde hiervoor Cobenzls literaire sociëteit om. Op het vlak van stadsvernieuwing zorgde hij in Brussel voor de aanleg van het Koningsplein en het Warandepark. Starhemberg was weinig enthousiast over de hervormingen die Jozef II wilde doorvoeren en bekwam in 1783 zijn terugroeping naar Wenen. Zijn opvolger was graaf Belgiojoso.
Van 1783 tot 1807 beëindigde Starhemberg zijn carrière als Obersthofmeister. Behalve in de periode 1790-1797, was het een grotendeels ceremoniële functie zonder veel politieke invloed. In 1807 stierf Starhemberg op 83 jaar.

## Familie
Op 13 november 1747 trouwde Starhemberg met zijn nicht, de gravin Theresia Starhemberg. Ze overleed in oktober 1749, net als hun enige dochter enkele jaren later (1756).
In 1761 hertrouwde hij met de Belgische prinses Maria Francisca van Salm-Salm. Hun zoon en erfgenaam Ludwig von Starhemberg (1762–1833) werd ten doop gehouden door Lodewijk XV.

## Onderscheidingen
Zijn diplomatieke succes in Frankrijk leverde hem de titel 'Ambassadeur van de Keizer' op.
In 1759 werd hij ridder in de Orde van het Gulden Vlies.
In 1765 werd zijn rang verhoogd van graaf naar rijksvorst. Van dan af liet hij zich aanspreken als Fürst von Starhemberg.
In 1767 bekwam hij het grootkruis van de Stefanusorde.